# José Avendaño
José Doroteo Avendaño Avendaño (Talcahuano, 8 de febrero de 1912-27 de septiembre de 1968) fue un futbolista chileno que se desempeñaba como delantero. Fue reconocido por ser una de las figuras del fútbol chileno en los años 1930, siendo referente, goleador y multicampeón con Magallanes en los primeros años del profesionalismo.
Con la selección chilena participó de los planteles que disputaron los Campeonatos Sudamericanos de 1935, 1937 y 1939.

## Trayectoria
Empezó a jugar fútbol en diversos clubes de barrio, como El Torbellino, Brasil y Raúl Zúñiga. Llegó a la cuarta especial del Gente de Mar, y en 1929 pasó al primer equipo. Al año siguiente pasó a Deportivo Naval, donde su entrenador era Jorge Orth. De forma posterior, pasó al Gold Cross.
En 1931 formó parte del combinado Talcahuano-Concepción que se enfrentó en los Campos de Sports de Ñuñoa a Colo-Colo. El encuentro terminó 2-2, con un gol de Avendaño.
En 1933 llegó a reforzar a Magallanes, luego de ser descubierto en canchas de Talcahuano por el dirigente Hidalgo Ceballos. Participó en los cuatro campeonatos nacionales del cuadro albiceleste en los años 1930 (1933, 1934, 1935 y 1938). Jugó en Magallanes hasta su retiro en 1945.

## Selección nacional
Fue internacional con la selección de fútbol de Chile en los Campeonatos Sudamericanos de 1935, 1937 y 1939, además de un amistoso.

### Participaciones en Campeonatos Sudamericanos
| Sudamericano                 | Sede      | Resultado     | PJ | G |
| ---------------------------- | --------- | ------------- | -- | - |
| Campeonato Sudamericano 1935 | Perú      | Cuarto puesto | 2  | 0 |
| Campeonato Sudamericano 1937 | Argentina | Quinto puesto | 5  | 1 |
| Campeonato Sudamericano 1939 | Perú      | Cuarto puesto | 3  | 2 |

## Clubes
| Club       | País  | Año       |
| ---------- | ----- | --------- |
| Magallanes | Chile | 1933-1945 |

## Palmarés

### Campeonatos nacionales
| Título                                         | Club       | País  | Año  |
| ---------------------------------------------- | ---------- | ----- | ---- |
| Primera División                               | Magallanes | Chile | 1933 |
| Primera División                               | Magallanes | Chile | 1934 |
| Campeonato Relámpago de la Sección Profesional | Magallanes | Chile | 1934 |
| Primera División                               | Magallanes | Chile | 1935 |
| Campeonato de Apertura                         | Magallanes | Chile | 1937 |
| Primera División                               | Magallanes | Chile | 1938 |
| Campeonato Absoluto                            | Magallanes | Chile | 1939 |